# Coupe du monde de marathon FINA de nage en eau libre 2016
Navigation
Édition 2015 Édition 2017
L'édition 2016 de la Coupe du monde de marathon FINA de nage en eau libre se dispute entre les mois de février et octobre.

## Étapes
L'édition 2016 est composée de 7 étapes de 10 kilomètres chacune :
| Date       | Lieu         |
| ---------- | ------------ |
| 7 février  | Viedma       |
| 26 février | Abou Dabi    |
| 18 juin    | Balatonfüred |
| 28 juillet | Lac St-Jean  |
| 13 août    | Lac Mégantic |
| 9 octobre  | Chun'an      |
| 15 octobre | Hong Kong    |

## Attribution des points
| Classement | 1  | 2  | 3  | 4  | 5  | 6  | 7 | 8 | 9 | 10 | + |
| ---------- | -- | -- | -- | -- | -- | -- | - | - | - | -- | - |
| Points     | 20 | 18 | 16 | 14 | 12 | 10 | 8 | 6 | 4 | 3  | 2 |

## Classement final
Pour être classés, les nageurs doivent avoir participé à au moins 70 % des courses.

### Hommes
| Place | Nom                 | Nationalité       | Points |
| ----- | ------------------- | ----------------- | ------ |
| 1     | Simone Ruffini      | Italie            | 94     |
| 2     | Andreas Waschburger | Allemagne         | 90     |
| 3     | Chip Peterson       | États-Unis        | 66     |
| 4     | Damien Cattin-Vidal | France            | 34     |
| 5     | Diogo Vilarinho     | Brésil            | 27     |
| 6     | Evgenij Pop Acev    | Macédoine du Nord | 16     |
| 7     | Vitaly Khudyakov    | Kazakhstan        | 14     |

### Femmes
| Place | Nom             | Nationalité | Points |
| ----- | --------------- | ----------- | ------ |
| 1     | Rachele Bruni   | Italie      | 86     |
| 2     | Poliana Okimoto | Brésil      | 74     |
| 3     | Angela Maurer   | Allemagne   | 61     |
| 4     | Emily Brunemann | États-Unis  | 37     |
| 5     | Daria Kulik     | Russie      | 36     |
| 6     | Svenja Zihsler  | Allemagne   | 24     |

## Vainqueurs par épreuve
| Étapes       | Hommes               | Hommes             |                  | Femmes             | Femmes |
| Étapes       | Vainqueur            | Temps              | Vainqueur        | Temps              |        |
| Viedma       | Alex Meyer           | 1 h 55 min 44 s 72 | Rachele Bruni    | 2 h 6 min 11 s 50  |        |
| Abou Dabi    | Marc-Antoine Olivier | 1 h 47 min 39 s 60 | Aurélie Muller   | 1 h 58 min 5 s 00  |        |
| Balatonfüred | Simone Ruffini       | 1 h 50 min 25 s 04 | Rachele Bruni    | 1 h 59 min 58 s 01 |        |
| Lac St-Jean  | Philippe Guertin     | 1 h 57 min 5 s 00  | Stephanie Horner | 2 h 6 min 15 s 00  |        |
| Lac Mégantic | Andreas Waschburger  | 2 h 2 min 26 s 00  | Arianna Bridi    | 2 h 10 min 57 s 00 |        |
| Chun'an      | Simone Ruffini       | 1 h 56 min 1 s 30  | Xin Xin          | 2 h 5 min 55 s 80  |        |
| Hong Kong    | Simone Ruffini       | 2 h 10 min 15 s 80 | Rachele Bruni    | 2 h 17 min 12 s 70 |        |